# 引証
| ウィキペディアには「引証」という見出しの百科事典記事はありません（タイトルに「引証」を含むページの一覧/「引証」で始まるページの一覧）。 代わりにウィクショナリーのページ「引証」が役に立つかもしれません。 |